# Solrad 8
Solrad 8 (auch bekannt als SE-A, und Explorer 30) war einer der Satelliten des SOLRAD-Programms (englisch solar radiation: Sonnenstrahlung) des United States Naval Research Laboratory (NRL), in dem ab 1960 die Strahlung der Sonne mithilfe von Photometern kontinuierlich aufgezeichnet wurde. Die Spin-Achse des spinstabilisierten Satelliten war senkrecht zur Linie zwischen der Sonne und dem Satelliten ausgerichtet, so dass die 14 radial angeordneten Röntgen- und Ultraviolett-Photometer die Sonne trotz der Eigendrehung des Satelliten stets beobachten konnten. Die gesammelten Daten wurden vom Telemetriesystem des Satelliten in Echtzeit an die Stationen des STADAN-Netzwerks auf der Erde übertragen.
Der Satellit hat die Sonnenfinsternis am 20. Mai 1966 beobachtet, möglicherweise die erste Beobachtung einer Sonnenfinsternis durch einen künstlichen Satelliten.
Der Satellit erfüllte seine Aufgaben erwartungsgemäß, abgesehen vom Spin-System, das eine Rotationsgeschwindigkeit von 60/min beibehalten sollte, da eine zu langsame Rotation (unter 10/min) die Datenauswertung erschwert hätte. Die Rotationsgeschwindigkeit sank allmählich ab, bis sie am 12. September 1966 nur noch 4/min betrug. Zu diesem Zeitpunkt konnte die Bodenkontrolle noch einmal eine Erhöhung auf 78/min erreichen, wodurch allerdings die verbliebenen Kraftstoffreserven erschöpft wurden. Von da an verlangsamte sich die Rotationsgeschwindigkeit wieder und erreichte im August 1967 den kritischen Wert von 10/min.